# L'Ogre d'Athènes
Pour plus de détails, voir Fiche technique et Distribution.
L'Ogre d'Athènes (Ο δράκος (O Drákos)) est un film grec réalisé par Níkos Koúndouros et sorti en 1956.
Il fut présenté à la Mostra de Venise 1956. Lors de la 1re Semaine du cinéma grec de Thessalonique en 1960, il reçut le prix rétrospectif du meilleur film pour la période 1955-1959.
Níkos Koúndouros allie divers styles cinématographiques : expressionnisme typique du film noir (dans les éclairages et les décors ou dans le jeu stylisé des acteurs) avec le néoréalisme (le film est comparé à Il bidone de Fellini) et le réalisme poétique de Marcel Carné.
Le film est considéré comme un des grands films charnières du cinéma grec, pour sa façon révolutionnaire de présenter les classes populaires et les exclus. C'est aussi le film qui offre aux rebetiko et zeimbekiko leurs premières lettres de noblesse grâce à la musique de Mános Hadjidákis. La gauche détesta ce film qui ne présente pas une classe populaire « sainte et martyre », mais au contraire une population fascinée par l'argent facile et le « rêve américain » (comme dans Ville magique où le Magic City est le bar à l'américaine, incarnation du rêve, mais aussi lieu de tous les trafics). Pour la droite, le film n'incarne pas les bonnes valeurs morales grecques, celles que tout Grec doit posséder pour obtenir alors des autorités son « certificat de bonne conduite » lui permettant de trouver un travail ou de réaliser la moindre démarche administrative. Dans Ville magique comme dans l'Ogre d'Athènes, Koúndouros désire montrer que la société grecque s'enfonce dans une aliénation de plus en plus grande. Il prend ici le contre-pied du néoréalisme italien, à la de Sica plutôt optimiste.

## Synopsis
Thomas, petit employé de banque insignifiant, passe seul Noël. Il est le sosie d'un criminel endurci, « l'ogre d'Athènes ». Alors qu'il est poursuivi par la police, il se réfugie dans un « tékkés » (bar louche) du Pirée. Là, les gangsters le prennent pour l'un des leurs. Pour l'amour d'une prostituée, il joue le jeu. Il devient le chef de la bande. Il comprend que les bandits le sont devenus par frustration sociale. Cependant, il ne peut se résoudre à aller jusqu'au bout et à perpétrer le « gros coup » (vol d'une stèle de l'Olympiéion pour la revendre à un étranger). Ses « complices » se rendent alors compte qu'il n'est pas qui il prétend être. Thomas est blessé à mort lors d'un combat au couteau. Il s'enfuit et meurt sur le trottoir tandis que passe un camion poubelle.

## Fiche technique
- Titre : L'Ogre d'Athènes
- Titre original : Ο δράκος (O Drákos)
- Réalisation : Níkos Koúndouros
- Scénario : Iákovos Kambanéllis
- Société de production : Athens Film company
- Directeur de la photographie : Kostas Theodoris
- Montage : Yorgos Tsaoulis
- Direction artistique : Tassos Zografos
- Musique : Mános Hadjidákis
- Pays d'origine : Grèce
- Genre : drame
- Durée : 105 minutes
- Date de sortie : 1956

## Distribution
Dinos Iliopoulos (el), Margarita Papageorgiou, Yannis Argyris, Thanássis Véngos, Marika Lekaki, Anestis Vlachos